# Puan (Buenos Aires)
Puan is een plaats in het Argentijnse bestuurlijke gebied Puan in de provincie Buenos Aires. De plaats telt 4.735 inwoners.